# Arjeplog-Arvidsjaurs pastorat
Arjeplog-Arvidsjaurs pastorat är ett pastorat i Pite kontrakt i Luleå stift i Arjeplogs och Arvidsjaurs kommuner i Norrbottens län. 
Pastoratet bildades 2018 och består av följande församlingar:
- Arjeplogs församling
- Arvidsjaurs församling

Pastoratskod är 110506